# 尼古拉·利亚先科
尼古拉·格里戈利耶维奇·利亚先科（俄语：Никола́й Григо́рьевич Ля́щенко，1910年5月29日—2000年10月10日），苏联红军大将，在冷战中期历任苏军伏尔加军区司令员、突厥斯坦军区司令员、中亚军区司令员。曾参加西班牙内战，并在苏德战争中指挥部队对抗納粹德國。他是蘇聯英雄称号获得者，并曾获颁朱可夫勋章、列寧勳章、十月革命勋章、紅旗勳章、苏沃洛夫勋章、库图佐夫勋章、衛國戰爭勳章、红星勋章、在蘇聯武裝力量中為祖國服務勳章、弗拉基米爾·伊里奇·列寧誕辰一百週年紀念獎章、保衛列寧格勒獎章、保衛敖德薩獎章、1941-1945年大衛國戰爭戰勝德國獎章等一系列军事荣誉。

## 外部鏈結
- Интервью с Н. Г. Лященко （页面存档备份，存于）. （俄文）